# Crambus xebus
Crambus xebus là một loài bướm đêm trong họ Crambidae.